# سامسونج الهندسية المحدودة
سامسونج الهندسية المحدودة (بالإنجليزية: Samsung Engineering) (بالكورية: 삼성 엔지니어링) تأسسَت باعتبارها أول شركة هندسية في كوريا، في عام 1970، ويقع مقرها في سيول في كوريا الجنوبية، وهي شركة هندسة ومشتريات وبناء، وتوفر مجموعة كاملة من الخدمات الهندسية، بما في ذلك التصميم، والمشتريات، والبناء، والتكليف، الشركة لديها أعمال كثيرة في جميع أنحاء العالم ولها تواجد قوي في بعض البلدان مثل: المملكة العربية السعودية، والإمارات العربية المتحدة، والهند، وتايلند، وترينيداد، وتوباغو، والمكسيك